# Масука Живојиновић
Велимир Живојиновић Масука, односно — како се сâм потписивао — Massuka (1886 — 1974) био је српски песник, приповедач, драматург, књижевни и позоришни критичар, као и преводилац. Велики део своје активности посветио је позоришту, па је наизменично био драматург, редитељ и управник позоришта у Београду, Скопљу и Нишу. Својим позоришним радом Масука је задужио и ужи завичај — Доњу Јасеницу (Велику Плану и Смедеревску Паланку. (У Паланци био управник позоришта и режирао 18 представа до одласка у Ниш). Масукино име носи аматерско позориште у Великој Плани.

## Биографија
Рођен је 21. новембра/3. децембра 1886. у Великој Плани, од оца Мате и мајке Злате. Годину дана по рођењу умрла му мајка, а са десет година остао је и без оца, кога су убили политички противници. Основну школу је завршио у Великој Плани, а гимназију у Смедереву и Другу мушку гимназију у Београду 1907. године. На Универзитет у Београду уписао се 1907. године, где је завршио студије германистике 1914. Од 1909. до 1912. боравио је на студијама германистике и естетике у Лајпцигу.
Током Првог светског рата је радио у војној цензури и повлачио се са српском војском 1915. године преко Пећи, Рожаја и Подгорице до Сан Ђованија. Опорављајући се од тежег запаљења плућа након повратка из Сан Ђованија 1916. бива заробљен у Улцињу и одведен у логор Болдогасоњ у Мађарској, данашњи Фрауенкирхен у Аустрији. У логору је остао до јесени 1918. године.
Након рата радио је као наставник у Четвртој мушкој гимназији у Београду, а затим прешао у Народно позориште у Београду. Од 11. новембра 1924. до 21. августа 1925. био је управник Народног позоришта у Београду. Радио је као сарадник и критичар дневног листа „Епоха“, а новембра 1919. са Симом Пандуровићем покренуо је књижевни часопис „Мисао“ у којем је објављивао позоришне критике. Од 1925. до 1934. године посветио се књижевном, преводилачком и уредничком раду. Преводио је са енглеског и немачког језика. Са Боривојем Недићем превео је Шекспирове „Зимску бајку“ и „Ромеа и Јулију“. Једно време био је директор драме Народног позоришта у Нишу, а током Другог светског рата радио је као редитељ Народног позоришта у Београду. Режирао је Молијеровог „Тартифа“, у којем су играли Страхиња Петровић, Олга Спиридоновић и Љубинка Бобић. Био је први председник Друштва књижевника и књижевних преводилаца Ниша.
У браку са супругом Даницом, рођеном Радмиловић 1893, имао је сина Бранимира Живојиновића, германисту и преводиоца.

## Дела
- збирка песама „Ведре и тамне ноћи“ (1922)
- драме „Станица“ и „Човек снује...“ (1927)
- песничка збирка „Одблесци у ноћи“ (1928)
- збирка критика „Из књижевности и позоришта“ (1928)